# Live Oak (condado de Sutter)
Live Oak é uma cidade localizada no estado americano da Califórnia, no condado de Sutter. Foi incorporada em 22 de janeiro de 1947.

## Geografia
De acordo com o United States Census Bureau, a cidade tem uma área de 4,8 km², onde todos os 4,8 km² estão cobertos por terra.

## Demografia
Segundo o censo nacional de 2010, a sua população é de 8 392 habitantes e sua densidade populacional é de 1 732,71 hab/km². É a cidade mais densamente povoada do condado de Sutter. Possui 2 498 residências, que resulta em uma densidade de 515,77 residências/km².

## Lista de marcos
A relação a seguir lista as entradas do Registro Nacional de Lugares Históricos em Live Oak.
- Distrito Histórico Comercial de Live Oak
- West Butte Schoolhouse